# Marie Antonie Teutscher
Marie Antonie Teutscher, född 1751, död efter 1780, var en österrikisk skådespelare. Hon var engagerad vid Burgtheater i Wien 1769-1780, där hon främst var känd för sina roller som hjältinna i sentimentala kärleksdramer. Hon beskrivs som mycket bildad, och var även aktiv som dramatiker, vilket då var ovanligt för en kvinna. Hon utgav 1773 pjäsen „Fanny oder die glückliche Wiedervereinigung“. 